# La hora del terror
The Haunting Hour: Don't Think About It (en Hispanoamérica La hora del terror: No lo pienses) es una película de terror de 2007 dirigida por Alex Zamm, basada en uno de los libros de R. L. Stine del mismo nombre. Se estrenó en los Estados Unidos el 4 de septiembre de 2007.

## Sinopsis
Cassie Keller (Emily Osment) es una chica gótica que acaba de mudarse con su familia a un nuevo vecindario y escuela. Le encanta gastar bromas aterradoras a los niños populares de la escuela y a su hermano menor, Max. Priscilla Wright (Brittany Curran), una matona, es elegida Reina de Halloween para la feria anual de Halloween de la escuela. Cassie toma represalias contra los comentarios groseros de Priscilla contra ella poniendo cucarachas vivas en la piñata de Halloween, que Priscilla debe romper; la bañan los insectos después de romperla y el alumnado se burla de ella.
Cassie encuentra una misteriosa tienda de Halloween en un callejón. El propietario (Tobin Bell) insiste en venderle un viejo libro titulado The Evil Thing (La cosa mala), que contiene una advertencia de no leerlo en voz alta ni pensar en "The Evil Thing", un monstruo de dos cabezas: una cabeza chupa la sangre de su víctima mientras la otra come carne. Esa noche, Cassie ignora la advertencia y le lee el libro a Max como venganza por haber desconectado su computadora.
Los padres de Cassie se van a una fiesta de Halloween y The Evil Thing cobra vida gracias a los pensamientos de Max, lo captura a él, a Priscilla y al repartidor de Papa John's Pizza. Depende de Cassie y Sean (Cody Linley), un chico popular que le gusta, salvarlos. Cassie acude al dueño de la tienda en busca de ayuda y descubre que él viaja alrededor del mundo cada Halloween, buscando a una persona a la que le encanta asustar a la gente, y los engaña para que liberen The Evil Thing leyendo el libro para darles una lección. Les deja con el acertijo: "Dos cabezas piensan mejor que una; así es como se hace el maldito trabajo" antes de que su tienda desaparezca. Sean y Cassie deducen que si obtienen sangre de un asado que hizo la madre de Cassie y se lo arrojan a The Evil Thing, una cabeza atacará a la otra. Al hacerlo, se devorará a sí mismo. Mientras tanto, los bebés de The Evil Thing nacen e intentan comerse a las víctimas. La pareja intenta alejar al monstruo, pero fracasa. Accidentalmente dejan caer la sangre cerca de Max, quien ahora debe vencer sus miedos. Animado por Cassie, Max arroja la sangre sobre The Evil Thing, haciendo que sus cabezas se ataquen entre sí. El monstruo se come a sí mismo, explota en una lluvia de sangre amarilla, matándose a sí mismo y a su descendencia.
Max, Sean y Cassie salvan a Priscilla y al repartidor de pizzas. Cassie y Sean luego queman el libro y dejan de lado sus pensamientos sobre The Evil Thing. Sin embargo, cuando los padres de Cassie llegan a casa, encuentran el libro en la chimenea. El padre lo lee burlonamente en voz alta, reviviendo The Evil Thing una vez más. La película concluye cuando Cassie se da cuenta de que The Evil Thing ha vuelto a la vida.

## Reparto
- Emily Osment como Cassie Keller.
- Cody Linley como Sean Redford.
- Alex Winzenread como Max Keller.
- Brittany Curran como Priscilla Wright.
- Tobin Bell como El Extraño.
- John Hawkinson como Jack Keller.
- Michelle Duffy como Eileen Keller.
- Michael Dickson II como El repartidor de pizzas.
- Nigel Ash como Ralph.
- Katelyn Pippy como Erin.

## Doblaje (México)
- Alondra Hidalgo: Cassie Keller
- Carlos Diaz: Sean Redford
- Mario Santander: El Extraño
- Cristina Hernández: Priscilla Wright
- Irving Corona: Max Keller
- Mario Castañeda: Jack Keller
- Dulce Guerrero: Eileen Keller
- Luis Daniel Ramírez: El repartidor de Pizzas

## Doblaje (España)
- Beatriz Berciano: Cassie Keller
- Artur Paolomo: Sean Redford
- Fernando Hernández: El Extraño
- Silvia Sarmentera: Priscilla Wright
- Carlos Bautista: Max Keller
- Abraham Aguilar: Jack Keller
- Elena Ruiz de Velasco: Eileen Keller
- Belén Rodríguez: Erin

- Datos: Q277828